# فیزلر فی ۱۰۳

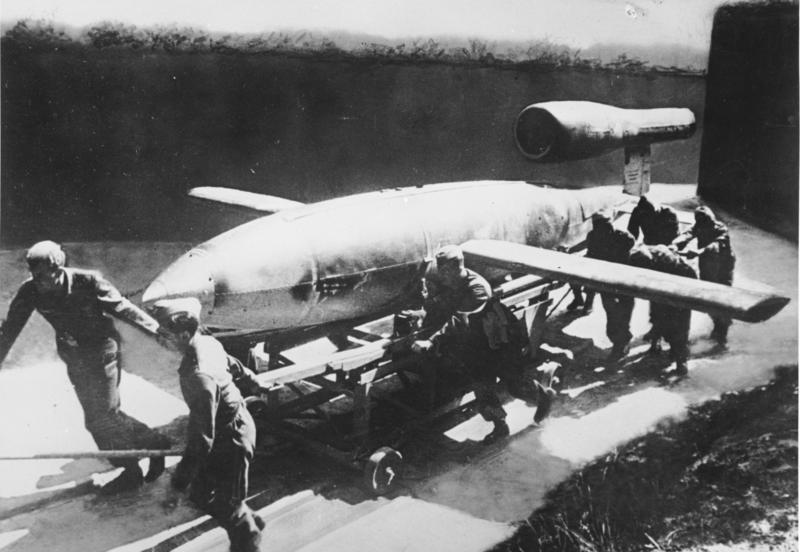
یک موشک فا-۱ که در حال جابجایی

فیزِلر فی ۱۰۳ (به آلمانی: Fieseler Fi 103) که عموماً با عنوان فاو-۱ (به آلمانی: V-1 - Vergeltungswaffe-1 - سلاح انتقام) یا وی-۱ شناخته می‌شود، نخستین موشک کروز نظامی بود که سال ۱۹۴۴ در گرهارت-فیزلر-ورکه در آلمان تولید و حدود ۱۲ هزار فروند از آن در ماه‌های پایانی جنگ جهانی دوم در سال ۱۹۴۵، عموماً علیه اهدافی در بریتانیا، به‌کار برده شد. فاو-۱ جزو تسلیحات اعجازی (Wunderwaffen) لوفت‌وافه به حساب می‌آمد.

## طراحی و استفاده
اواخر سال ۱۹۴۳ آلمان در نظر داشت با موشک‌های سرنشین‌دار حملات دقیقی علیه اهداف اولویت‌دار صورت دهد. این سیاست مشابه حملات کامیکازه‌های ژاپنی بود اما کاملاً مستقل از آن توسعه یافت. بر مبنای فرمان ماه مارس سال ۱۹۴۴ فرماندهی عالی، فیزلر فی ۱۰۳ بدین منظور طراحی شد. در ابتدا ساخت چهار نسخه برنامه‌ریزی شد:
- فی ۱۰۳اِر-۱ با توان کم برای آزمایش‌های پرواز اولیه
- فی ۱۰۳اِر-۲ با توان کم، دو سرنشین و کلاهک جنگی
- فی ۱۰۳اِر-۳ با موتور جت و وزنه تعادل به‌جای کلاهک جنگی
- فی ۱۰۳اِر-۴ با اتاقک خلبان تک‌سرنشین جلوی موتور تپ‌جت - نسخه تولید[۱]

در نظر بود موشک از هواگرد مادر دیگری شلیک شود و خلبان پس از نشانه‌گیری آن به سمت هدف خود بیرون بپرد و با چتر نجات فرود بیاید. با این حال در عمل شانس او برای فرار اندک بود. کارآزمایی باسرنشین ماه سپتامبر سال ۱۹۴۴ در لرتس آغاز شد که در آن یک هواگرد هائی ۱۱۱ از زیر بال خود فی ۱۰۳ کم توان را رها می‌کرد.
نسخه نهایی فی ۱۰۳ که عموماً با عنوان فاو-۱ شناخته می‌شود، یک هواگرد کوچک بدون سرنشین با بال ثابت بود. موتور هواگرد در بالای پشت بدنه قرار داشت. هواگرد به شکل ساده‌ای به سمت هدف هدایت می‌شد و پس از طی مسافت از پیش تعیین شده به سمت زمین شیرجه می‌رفت. این سلاح یک کلاهک جنگی حاوی ۸۵۰ کیلوگرم مواد منفجره را حمل می‌کرد. برد آن ۲۵۰ کیلومتر و سرعت آن ۶۴۰ کیلومتر بر ساعت بود.
نخستین موشک‌ها از این نوع ساعت اولیه صبح روز ۱۳ ژوئن سال ۱۹۴۴ در ناحیه لندن فرود آمدند. هواگرد هنگام پرواز صدای زیادی تولید می‌کرد که تشخیص و سرنگونی آن توسط جنگنده‌ها و توپ‌های ضدهوایی را امکان‌پذیر می‌ساخت.